# Rafael Advanced Defense Systems
Rafael Advanced Defense Systems Ltd. (antiga RAFAEL Armament Development Authority), também conhecida por RAFAEL or Rafael, (em hebraico רפאל - מערכות לחימה מתקדמות בע"מ) é uma autoridade israelense no desenvolvimento de armas e tecnologia militar. Anteriormente era uma subdivisão do Ministério da Defesa Israelense e é considerado uma empresa governamental. Com cerca de sete mil funcionários e uma renda estimada em $2,37 bilhões de dólares (2016), a RAFAEL é um dos maiores fornecedores das Forças de Defesa de Israel.